# Episodi di Detective Conan (ventiseiesima stagione)
Questa è una lista degli episodi della ventiseiesima stagione della serie anime Detective Conan.

## Lista episodi
| Nº  | Titolo italiano Giapponese 「Kanji」 - Rōmaji | In onda           | In onda |
| Nº  | Titolo italiano Giapponese 「Kanji」 - Rōmaji | Giapponese        |         |
| 818 | Il furioso inseguimento di Kogoro (prima parte) 「小五郎、怒りの大追跡（前編）」 - Kogorō, ikari no dai tsuiseki (zenpen) | 21 maggio 2016    |         |
| 818 | Kogoro, Ran e Conan sono ospiti di un concerto. Durante l'evento scatta l'allarme antincendio e, quando salta la corrente, la star viene rapita. Kogoro e Conan iniziano a inseguire i due rapitori. Essi si fermano in una discarica e si accorgono di avere preso Ran al posto della idol. Conan cerca il modo di salvare Ran, mentre i due rapitori la stordiscono e la chiudono in un frigorifero, per poi seppellirla viva in una discarica fuori città. |                   |         |
| 819 | Il furioso inseguimento di Kogoro (seconda parte) 「小五郎、怒りの大追跡（後編）」 - Kogorō, ikari no dai tsuiseki (kōhen) | 28 maggio 2016    |         |
| 819 | Kogoro, Conan, Megure e Takagi, consapevoli del poco tempo che resta per trovare Ran, tendono una trappola al vero colpevole affermando che la lei lo abbia fotografato con il cellulare prima che avvenisse il rapimento. Il mandante cerca quindi di recuperare il telefono, ma la polizia è pronta a catturarlo. Così Ran viene tratta in salvo prima che sia troppo tardi. |                   |         |
| 820 | Le sette persone nella sala d'attesa 「待合室の7人」 - Machiaishitsu no nana-nin | 4 giugno 2016     |         |
| 820 | Di ritorno da un'escursione in montagna Kogoro, Ran e Conan restano bloccati da un forte temporale nella sala d'attesa della stazione ferroviaria di Ōfumoto, in una campagna della prefettura di Tochigi, con altre persone. Tutti i treni in arrivo e in partenza per Tokyo sono stati sospesi fino alla fine del temporale. Dopo essere stato con Conan alle terme della stazione Kogoro trova nella tasca della giacca un biglietto contenente una richiesta di aiuto e la previsione di un omicidio. Qualche ora dopo la segretaria di un deputato decide improvvisamente di uscire dall'edificio e viene uccisa. Anche la giovane dipendente della stazione viene tramortita. Il colpevole è il falso capostazione, che vuole vendicare suo figlio, suicidatosi quando il deputato, con la complicità della sua segretaria, fece ricadere sul ragazzo la colpa dei suoi atti di corruzione. |                   |         |
| 821 | Il segreto del tempio Dongara 「曇柄寺が隠す秘密」 - Dongara tera ga kakusu himitsu | 11 giugno 2016    |         |
| 821 | Un uomo compie una rapina, ma il giorno seguente il suo corpo viene ritrovato nelle vicinanze di un tempio. Mentre Takagi e Chiba indagano sulla morte del rapinatore Kogoro viene contattato dal sacerdote del tempio che ha ricevuto alcune minacce. Conan, che si trova nei paraggi, sente due donne discutere perché entrambe sostengono di avere visto la stessa persona alla stessa ora, ma in due punti differenti del quartiere. L'uomo in questione è il padre di due ragazzi che sono anche i più accaniti oppositori dei lavori al tempio. Conan e Kogoro quindi si ritrovano a indagare sullo stesso caso. Conan, utilizzando la voce di Kogoro, indica il punto dove il ladro ha seppellito i soldi. |                   |         |
| 822 | Il sospetto è una coppia focosa (prima parte) 「容疑者は熱愛カップル（前編）」 - Yōgi-sha wa netsuai kappuru (zenpen) | 18 giugno 2016    |         |
| 822 | Conan e Ai discutono nuovamente della nomina di Kuroda. Ai rivela di non conoscerlo e afferma che il terrore mostrato al momento era legato all'espressione truce del sovrintendente. Successivamente Kogoro e Ai scoprono dai media che Higo e Yoko si frequentano e decidono quindi di allearsi per spiarli. Conan ipotizza che i due si possano trovare al ristorante gestito da un ex compagno di squadra di Higo e vi si reca con Kogoro e Ai. Al termine della cena la coppia trova il corpo senza vita del proprietario del ristorante. Higo e Yoko diventano quindi i principali sospettati del caso. |                   |         |
| 823 | Il sospetto è una coppia focosa (seconda parte) 「容疑者は熱愛カップル（後編）」 - Yōgi-sha wa netsuai kappuru (kōhen) | 25 giugno 2016    |         |
| 823 | Conan deduce che il colpevole è uno dei tre impiegati del ristorante e lo incastra utilizzando la voce di Kogoro. Alla fine del caso, con loro grande sollievo, Kogoro e Ai scoprono che Higo e Yoko non hanno affatto una relazione. |                   |         |
| 824 | Il riparo dalla pioggia dei Giovani Detective 「少年探偵団の雨宿り」 - Shōnen tantei-dan no amayadori | 9 luglio 2016     |         |
| 824 | Agasa porta Conan e i Giovani Detective in campeggio nel bosco tra le montagne. La sera, però, Conan e i bambini trovano riparo da una forte pioggia nella villa di un noto collezionista di giocattoli, dove vengono attaccati da due rapinatori. Conan scopre che la moglie del proprietario ha ucciso con un pugnale suo marito perché non voleva dividere con lui i proventi dell'attività. La donna ha quindi approfittato dell'intrusione dei rapinatori per simulare il suo rapimento e incolparli dell'omicidio. Conan, con l'aiuto dei suoi amici, riesce a catturare i rapinatori e blocca la donna schiacciandola con un gigantesco pupazzo di Gomera. La mattina dopo, quando cessa di piovere, arriva la polizia e i tre vengono arrestati. Come premio per avere risolto il caso Takagi promette ai Giovani Detective che gli comprerà un po' di giocattoli, ma dopo questa terribile esperienza i ragazzi non ne vogliono. |                   |         |
| 825 | La svolta nel caso del parco con la marea 「潮入り公園逆転事件」 - Shio-iri kōen gyakuten jiken | 16 luglio 2016    |         |
| 825 | Kogoro, Ran e Conan si stanno godendo il paesaggio al tramonto in un parco della prefettura di Chiba. Dopo la bassa marea Kogoro vuole andare a cenare in un ristorante, ma la ritirata dell'acqua porta alla luce il cadavere di un uomo. È il secondo presidente di una famosa società che produce cibo. I principali sospettati sono sua moglie, ex idol e attrice, e suo fratello maggiore, funzionario solo di nome della stessa società. Conan scopre però che si tratta di un suicidio e il corpo è stato spostato dal custode del parco che non voleva che il suo ultimo giorno di lavoro al parco venisse associato a un evento del genere. Conan risolve il caso con la voce di Kogoro e il custode viene incriminato, mentre sua moglie e suo fratello restano delusi nello scoprire che il loro parente si è suicidato per essere andato in bancarotta. Kogoro, Ran e Conan vanno poi al ristorante, ma ormai è chiuso. |                   |         |
| 826 | Bellezza, bugie e segreti 「美女とウソと秘密」 - Bijo to uso to himitsu | 23 luglio 2016    |         |
| 826 | Dopo avere finito di cenare in un ristorante Kogoro, Ran e Conan trovano il corpo di un barista precipitato dalla scala di emergenza dopo una colluttazione con una donna. Alla stazione della polizia di Beika Megure e Takagi scoprono che, una settimana prima, la vittima aveva ucciso il marito della donna per sottrarre alcuni gioielli di grande valore. Durante la rapina la donna aveva visto il volto del colpevole ed è per questo motivo che l'uomo stava cercando di ucciderla. Durante la perquisizione nella casa della vittima la polizia rinviene la valigetta con i gioielli rubati e questa scoperta sembra essere la prova definitiva a sostegno delle affermazioni della donna. Fin dall'inizio, però, Conan crede che la caduta dell'uomo non sia né una fatalità, né legittima difesa, ma un vero e proprio omicidio. Per questo convince la donna a fargli visitare la villa in campagna per indagare. Conan scopre che la vittima e la sospettata erano vecchi amici e stavano pianificando il primo omicidio da molto tempo. La donna ha successivamente trovato il modo di uccidere il suo complice per addossargli tutte le colpe. Con il cellulare Conan fa ascoltare la loro conversazione a Kogoro, che chiama subito la polizia prima che l'assassina lo uccida. La donna però si arrende di fronte a un lavoro da detective impeccabile. Essendo stato di grande aiuto, questa volta, alla stazione della polizia di Beika Conan fa credere che Shinichi gli abbia suggerito alcune informazioni. Kogoro e Ran sono un po' contrariati che le sue istruzioni abbiano messo Conan in pericolo e si chiedono cosa avrebbe fatto se gli fosse capitato qualcosa, ma a Megure e Takagi basta che il caso sia stato chiuso e che Conan stia bene. Kogoro avrebbe voluto che Shinichi avesse lasciato che si occupasse del caso, così sarebbe stato da solo con la bella signora, e Ran s'infuria, finendo per tirare in mezzo anche Megure e Takagi, mentre Conan si diverte. |                   |         |
| 827 | Un ramen buono da morire 2 (prima parte) 「死ぬほど美味いラーメン2（前編）」 - Shinu hodo umai rāmen tsū (zenpen) | 30 luglio 2016    |         |
| 827 | Conan, Ran, Sonoko e Sera decidono di andare a cena nel nuovo ristorante di ramen gestito da due persone che, poco tempo prima, erano state coinvolte in un caso di omicidio che Conan aveva risolto tempo prima. Mentre i tre stanno uscendo dal locale sopraggiungono Yumi e Naeko, le quali stanno cercando informazioni proprio sui tre clienti abituali che risultano essere i principali sospettati di un caso di omicidio. |                   |         |
| 828 | Un ramen buono da morire 2 (seconda parte) 「死ぬほど美味いラーメン2（後編）」 - Shinu hodo umai rāmen tsū (kōhen) | 6 agosto 2016     |         |
| 828 | Il proprietario del locale rivela che c'era anche un altro avventore prima che entrassero i tre sospettati: l'ex fidanzato di Yumi. Lei lo contatta e in contemporanea Sera contatta il fratello che, dopo averle risposto, le dice che deve staccare perché è impegnato in un'altra chiamata con una persona importante. Al contempo Yumi riprende la chiamata con l'ex fidanzato che l'aveva messa in attesa in quanto aveva ricevuto un'altra chiamata; Conan rimane sorpreso dalla coincidenza. L'ex fidanzato rivela a Yumi di aver visto una persona entrare nel locale e di aver notato che questa emetteva un particolare suono ad ogni passo. Conan e Sera perlustrano attentamente il locale e riescono a trovare una prova di cui il colpevole stava cercando di disfarsi. Il giorno seguente Sato e Takagi tendono una trappola all'assassino. |                   |         |
| 829 | Un ragazzo misterioso 「不思議な少年」 - Fushigi na shōnen | 13 agosto 2016    |         |
| 829 | Conan, Ai e i Giovani Detective cercano di risolvere il mistero di un oggetto luminoso che per tre volte ha sorvolato molto velocemente il letto prosciugato del fiume vicino al ponte Kometo. Durante le ricerche trovano il cadavere di un uomo e chiamano la polizia. A essere ucciso è l'esattore di un usuraio e sembra che si sia ubriacato con dello scotch inglese e sia caduto accidentalmente dal ponte. Questa volta Conan arriva facilmente al colpevole: Tokujiro Nagai, anziano direttore del negozio di giocattoli vicino al ponte. Si reca da solo al negozio per convincerlo a costituirsi prima che la polizia lo scopra. Conan ripercorre la sua storia. Un anno prima dovette prendere in prestito una grossa quantità di soldi da uno strozzino per pagare le cure mediche per sua moglie malata, ma ella peggiorò quando il malvivente si presentò per chiedere la restituzione del debito. Elaborò quindi un piano per uccidere l'estorsore. Dopo averlo fatto ubriacare e averlo distratto con la luce di un boomerang giocattolo, lo spinse giù dal ponte. Crede di avere già incontrato Conan in passato e si accorge che è il ragazzino che un tempo frequentava il suo negozio. In passato, uno stesso giorno d'estate, Shinichi scoprì chi, tra i suoi coetanei, ruppe per sbaglio una locomotiva giocattolo all'interno del negozio e lo costrinse a confessare e scusarsi con la coppia. Poiché Conan non è cambiato rispetto a dieci anni prima pensa che la sua apparizione sia un segno inviato dalla moglie e va a costituirsi. Ai trova Conan triste che osserva il giocattolo aggiustato dal colpevole dopo essere stato rotto dalla vittima. Megure incarica Takagi e Sato rispettivamente delle indagini al negozio del colpevole e sullo strozzino per cui lavorava la vittima. |                   |         |
| 830 | Un cottage circondato dagli zombie (prima parte) 「ゾンビが囲む別荘（前編）」 - Zombi ga kakomu bessō (zenpen) | 3 settembre 2016  |         |
| 830 | Kogoro decide di portare Ran e Conan a visitare il set di un film sugli zombie in un cottage sulle montagne della prefettura di Gunma. Qui incontrano Heiji e Kazuha, che stanno indagando sull'apparizione di un non morto segnalata dal conducente di un'auto. Il produttore del film viene assassinato all'interno del cottage. Quando Conan ed Heiji rinvengono il cadavere si accorgono che ha in mano il cellulare accesso, che sta effettuando una ripresa. Controllando il video sembra che il produttore si sia suicidato ingerendo del veleno. |                   |         |
| 831 | Un cottage circondato dagli zombie (seconda parte) 「ゾンビが囲む別荘（中編）」 - Zombi ga kakomu bessō (chūhen) | 10 settembre 2016 |         |
| 831 | Heiji chiede informazioni sulla morte del fratello del regista avvenuta otto anni prima. Kogoro spaventa Ran e Kazuha affermando che la casa è circondata da zombie. Heiji e Conan affrontano i non morti, ma scoprono che si tratta solo di comparse contattate in segreto dal produttore per un provino. I componenti della compagnia trovano il corpo senza vita della cineoperatrice. Anche in questo caso il cellulare della donna ha ripreso il momento della morte. Dal filmato sembra che sia stato lo zombie del produttore a ucciderla. Nel frattempo il cadavere del produttore scompare dalla scena del crimine e viene rinvenuto il taglierino con il quale è stato recisa la carotide alla seconda vittima. Heiji e Conan sono convinti che il corpo del produttore non sia mai uscito da quella stanza e dunque la perlustrano da cima a fondo non riuscendo a trovare il cadavere della vittima. |                   |         |
| 832 | Un cottage circondato dagli zombie (terza parte) 「ゾンビが囲む別荘（後編）」 - Zombi ga kakomu bessō (kōhen) | 17 settembre 2016 |         |
| 832 | Yamamura arriva sul posto ed è impaurito dalla storia degli zombie. Conan ed Heiji analizzano la stanza una prima volta, ma non trovano nulla. Grazie a una mossa maldestra di Yamamura i due capiscono il trucco utilizzato dalla colpevole per nascondere il cadavere e riescono così a smascherarlo. |                   |         |
| 833 | La debolezza del grande detective 「名探偵に弱点あり」 - Meitantei ni jakuten ari | 24 settembre 2016 |         |
| 833 | Inseguendo un ladro sul tetto di un palazzo Kogoro ha un attacco di vertigini e subisce un leggero shock. La polizia riesce ad arrestare il sospetto, ma non trova più la pistola che il malvivente ha lasciato cadere nella fuga. Due giorni dopo Kogoro guarda un servizio televisivo sul centro di detenzione di Tokyo, che parla del rilascio su cauzione di un sospettato di frode commerciale. Durante la trasmissione in diretta un motociclista si avvicina all'uomo e gli spara, ferendolo non mortalmente. Kogoro riconosce la pistola e avvisa Megure. Il laboratorio d'indagine forense conferma che si tratta della stessa arma. Kogoro ritiene che la pistola possa essere stata raccolta dalla ragazza con la quale si era quasi scontrato durante l'inseguimento. Kogoro e Conan, con l'aiuto di Takagi e Chiba, riescono a scoprire che il sospetto è una giovane impiegata ed ex candidata per la squadra olimpica di tiro a segno. Ella si sta vendicando perché gli investimenti azzardati del suo ex ragazzo avevano provocato il fallimento della fabbrica del padre, il suo suicidio e la malattia letale della madre. Conan si chiede come mai la donna, pur essendo un'esperta tiratrice, abbia sparato in modo non mortale e abbia scelto di attendere per due giorni l'uscita di prigione dell'uomo al posto di colpire i due complici che erano già in libertà. Kogoro e Conan capiscono quindi che la ragazza si sta dirigendo all'ospedale per un nuovo confronto con l'uomo. I due raggiungono il tetto dell'edificio quando il truffatore ordina alla sua guardia del corpo di ucciderla, dichiarando di fare passare questo gesto come legittima difesa. Superando la sua debolezza Kogoro neutralizza i due uomini. La donna vuole sparare al truffatore mentre è svenuto, ma Kogoro gli fa scudo con il suo corpo. La ragazza decide quindi di suicidarsi. Kogoro interviene ed entrambi cadono nel vuoto. Fortunatamente Conan, utilizzando la voce di Kogoro, aveva già allertato la polizia e i due vengono salvati in tempo usando cuscini d'emergenza. Eri accetta di difendere la donna in tribunale e riesce a fare riaprire il caso. Kogoro crede di non essersi ancora ripreso, ma secondo Ran e Conan ha solo bevuto troppo. |                   |         |
| 834 | L'uomo che morì due volte (prima parte) 「二度死んだ男（前編）」 - Ni-do shinda otoko (zenpen) | 1º ottobre 2016   |         |
| 834 | Un finanziere ingaggia Kogoro per scoprire chi sia l'autore di una lettera minatoria che gli è pervenuta. Conan e Kogoro si dirigono al palazzo dove vive l'uomo ma, arrivati davanti alla porta, sentono un grido. I due decidono quindi di entrare e trovano il segretario che sta accoltellando il suo principale. Dopo avere analizzato il corpo Kogoro afferma che la vittima era già morta per strangolamento prima di ricevere il colpo. L'accoltellatore giustifica le sue azioni affermando di avere agito per difendere le potenziali vittime del finanziere che spesso concedeva prestiti a tassi di usura. Il segretario viene arrestato per avere arrecato danni al cadavere, ma è scagionato dall'accusa di omicidio. Il principale sospettato diventa quindi suo fratello, perché sulla lettera minatoria vengono rilevate le sue impronte. Il segretario fornisce però un alibi all'uomo e quindi i sospetti della polizia si concentrano sulla moglie della vittima. |                   |         |
| 835 | L'uomo che morì due volte (seconda parte) 「二度死んだ男（後編）」 - Ni-do shinda otoko (kōhen) | 8 ottobre 2016    |         |
| 835 | Mentre la polizia interroga la donna Conan ripensa agli avvenimenti relativi al caso. Conan torna a parlare con il fratello della vittima e con il custode del palazzo e scopre nuovi elementi che scagionano la principale sospettata. Conan ricontatta quindi la polizia e, utilizzando la voce di Kogoro, svela a tutti che l'assassino è proprio colui che lo aveva accoltellato dopo che l'uomo era già deceduto. Il colpevole non era arrabbiato con il principale, ma desiderava vendicarsi di sua moglie che era interessata unicamente al denaro. Il segretario associava il comportamento della donna a quello tenuto da sua madre anni prima. |                   |         |
| 836 | Band di ragazze che non vanno d'accordo (prima parte) 「仲の悪いガールズバンド（前編）」 - Naka no warui gāruzubando (zenpen) | 15 ottobre 2016   |         |
| 836 | Sonoko vuole creare una band con Ran, Masumi e Azusa. Conan e Amuro decidono di accompagnarle a una sala prove per fare pratica. I ragazzi scoprono che le stanze con gli strumenti da affittare sono tutte occupate e decidono quindi di andare nella sala d'attesa. Amuro chiede informazioni riguardo all'amico del fratello di Masumi, il quale le aveva insegnato a suonare la chitarra, ma lei si insospettisce in quanto non gli aveva rivelato in precedenza che si trattasse di un uomo. In sala d'attesa incontrano quattro ragazze che fanno parte di una band. Poco dopo una di loro viene trovata morta, accasciata sulla batteria. Conan, Sera e Amuro indagano. Sera rivela di avere visto in passato una persona somigliante ad Amuro parlare con un certo Scotch, nonché l'amico di Akai, che le insegnò a suonare la chitarra. |                   |         |
| 837 | Band di ragazze che non vanno d'accordo (seconda parte) 「仲の悪いガールズバンド（後編）」 - Naka no warui gāruzubando (kōhen) | 22 ottobre 2016   |         |
| 837 | La polizia sospetta che l'arma del delitto sia sparita insieme all'assassino. Conan chiede a una delle sospettate di visionare le riprese delle prove realizzate con il cellulare e si accorge di un particolare che gli fa capire chi è la colpevole. Alla fine del caso Ran si complimenta con Sera e lei le rivela che ha imparato a essere una detective da Akai. Sera aggiunge anche di avere imparato a suonare il basso da un amico del fratello (Scotch) e Amuro parlando tra sè e sè rivela che quel ragazzo era un suo collega, ovvero un ufficiale della pubblica sicurezza sotto copertura infiltrato nell'Organizzazione che è stato poi ucciso da Akai. |                   |         |
| 838 | Mistero su una mongolfiera 「ふんわり気球で怪事件」 - Funwari kikyū de kai jiken | 5 novembre 2016   |         |
| 838 | Sonoko si reca come ogni anno al "Suzuki Balloon Festival", la più grande gara nazionale di mongolfiere sponsorizzata dalla sua famiglia a Koga, nella prefettura di Ibaraki, stavolta con Ran e Conan. I tre salgono sulla mongolfiera dell'organizzatore dell'evento, che deve registrare il video della competizione. Durante la gara una mongolfiera si scontra con quella del campione in carica e, mentre quest'ultimo si taglia sul viso, sua moglie cade dal cesto di vimini e muore sulla riva del fiume. Viene subito chiamata la polizia. Conan scopre che non si è trattato di un incidente, così addormenta Sonoko e risolve il caso. Il colpevole è suo marito, che ha provocato di proposito un concorrente prima della gara per ottenere una sua reazione violenta durante il volo. L'uomo, pressato da pesanti debiti, ha ucciso sua moglie per incassare i soldi della sua assicurazione sulla vita. L'uomo che aveva speronato la mongolfiera viene scagionato e riceve il premio di dieci milioni di yen. Ran e Conan, tornando a casa con la macchina di Sonoko, si congratulano con lei. Ran è però preoccupata del perché le sue abilità da detective non si applicano anche ad altre attività, e quando spiega le sue ragioni perché si addormenta sempre come suo padre. Per la prima volta Sonoko ammette che ha ragione: se fosse genetico è Ran quella che dovrebbe addormentarsi. Ran concorda, mentre la voce interiore di Conan dice che non è genetico: entrambi stanno solo dormendo, non risolvono i misteri. |                   |         |
| 839 | La voce dei tengu risuona 「天狗の声が聞こえる」 - Tengu no koe ga kikoeru | 12 novembre 2016  |         |
| 839 | Kogoro, Ran e Conan si fermano per la notte in un albergo ai piedi di una montagna. Il giorno successivo i tre decidono di visitare la grotta del Tengu ma, nelle riprese della videocamera puntata sul tempio all'interno del sito, notano un uomo che si sta impiccando. Conan, Ran, Kogoro e il custode entrano all'interno della grotta e trovano il cadavere del sindaco del paese. Conan riesce a notare che il rumore che si sente all'interno della grotta, solitamente attribuito al tengu, è creato dallo spostamento d'aria generato dall'apertura della porta d'accesso. Altre due persone raggiungono il luogo del suicidio, ma il verso viene udito una sola volta. Conan inizia quindi a pensare che si tratti di omicidio e che una persona si trovava già all'interno della grotta. |                   |         |
| 840 | L'ultimo regalo 「最後の贈り物」 - Saigo no okurimono | 19 novembre 2016  |         |
| 840 | Il telegiornale diffonde la notizia dell'arresto di una donna. Vedendo la fotografia alla televisione Kogoro la riconosce e riferisce a Megure di averla notata il giorno prima nei pressi della stazione di Beika, fornendole così un alibi. Conan pensa che la situazione sia strana perché, prima delle affermazioni di Kogoro, la sospettata aveva effettivamente confessato un omicidio che non aveva commesso. Conan approfondisce quindi il caso e scopre che la ragazza aveva architettato un piano per uccidere la persona che la stava ricattando e avere al contempo un alibi dato dal suo ex fidanzato. Ma l'ex fidanzato della donna non si era presentato alla polizia per difenderla e quindi la sospettata aveva approfittato dell'inaspettato alibi fornito da Kogoro. |                   |         |
| 841 | Un incrocio piovoso 「雨のバス停」 - Ame no basu stop (sutoppu) | 26 novembre 2016  |         |
| 841 | Una sera di pioggia, di ritorno da un bar, Kogoro e Conan assistono per pura casualità a un incidente stradale. I due notano poi un uomo senza vita sdraiato sulla strada e un altro svenuto in macchina. Tutto fa supporre che si tratti di un incidente, ma Conan, con la voce di Kogoro, riesce a dimostrare la colpevolezza dell'uomo trovato svenuto nell'auto. |                   |         |
| 842 | Svolta durante un appuntamento di guida 「ドライブデートの別れ道」 - Doraibu dēto no wakaremichi | 10 dicembre 2016  |         |
| 842 | Una donna viene trovata morta dopo che nel suo palazzo è scoppiato un incendio. Poco tempo prima la vittima aveva rivelato alla padrona di casa di volersi uccidere. Il giorno dopo Kogoro e Conan vanno in gita nella prefettura di Shizuoka con la donna che ha scoperto il cadavere. Tutto fa supporre che sia un suicidio, ma Conan scopre che è stata lei a ucciderla e risolve il caso in prima persona. |                   |         |
| 843 | La squadra del Giovani Detective in un groviglio (prima parte) 「探偵団はヤブの中（前編）」 - Tantei-dan wa yabu no naka (zenpen) | 17 dicembre 2016  |         |
| 843 | Conan riflette sul fatto che Sera potrebbe essere la sorella minore di Akai e sul perché abbia lasciato l'America per tornare in Giappone. Se fosse tornata per accertarsi della morte di Akai, si domanda come mai non gli abbia chiesto più informazioni, dato che in passato ha collaborato con l'FBI. Riflette anche su Mary, la ragazza che Sera sta nascondendo in hotel e che assomiglia molto più ad Ai che alla stessa Sera. Agasa offre un pranzo ai Giovani Detective. Durante il pasto un cuoco viene pugnalato e gli unici testimoni del delitto sono Ayumi, Genta e Mitsuhiko che però forniscono alla polizia tre descrizioni differenti della fisionomia del sospettato. |                   |         |
| 844 | La squadra del Giovani Detective in un groviglio (seconda parte) 「探偵団はヤブの中（後編）」 - Tantei-dan wa yabu no naka (kōhen) | 24 dicembre 2016  |         |
| 844 | Conan si rende conto che le testimonianze degli amici sono tutte differenti perché la stessa persona è stata vista in situazioni particolari che hanno compromesso la percezione dei ragazzi. Alla fine del caso Conan si accorge della somiglianza tra Mary e Ai a causa del mascara rimasto sotto l'occhio di quest'ultima. |                   |         |
| 845 | La disperata situazione di Conan nell'oscurità (prima parte) 「絶体絶命暗闇のコナン（前編）」 - Zettaizetsumei kurayami no Konan (zenpen) | 7 gennaio 2017    |         |
| 845 | Pochi giorni prima di morire ricoverato in ospedale a causa di una malattia il vedovo presidente di una famosa industria aveva contattato un suo consulente legale per riscrivere il proprio testamento. L'uomo voleva lasciare tutto a una segretaria che amava e gli era stata vicino nel corso degli anni, siccome attualmente ha problemi di salute ed è ricoverata in ospedale nella città natale innevata. La mattina prima del funerale, mentre va a comprare un nuovo videogioco insieme ai Giovani Detective, Conan vede un ladro entrare dall'ingresso posteriore dello studio legale e scassinare la cassaforte con dentro il testamento. Conan, nascosto sotto il tavolo, vuole colpirlo con un ago soporifero, ma viene scoperto, tramortito con un calcio e rapito. L'avvocato sospetta della famiglia, ma volendo evitare uno scandalo anche per il bene del presidente chiama Kogoro piuttosto che la polizia. Al suo risveglio Conan si ritrova legato e imbavagliato dentro a una bara, anche se non è stato seppellito. Non rispondendo al distintivo e al cellulare i Giovani Detective preoccupati chiedono ad Ai di cercarlo, ma lei non riesce a rintracciare il GPS del telefono e gli occhiali di riserva sono da Agasa per essere riparati. Informa Ran e va a cercarlo con i Giovani Detective dove si erano divisi. Dopo avere chiamato un operaio per sistemare la serratura del palazzo l'avvocato porta Kogoro dalla famiglia per occuparsi del caso. Gli alibi dei tre figli sono credibili e litigano sulla modifica del testamento originale e il programma per il funerale. Kogoro nota che hanno lo stesso tipo di scarpe, che sono anche del colpevole, e quindi vanno molto d'accordo. Gli occhi di Conan si sono abituati al buio e, con il telefono rotto vicino ai piedi, riesce a tagliare la corda, ma nessuno può sentire le sue grida. Ai e i Giovani Detective stanno per chiamare la polizia, ma grazie al distintivo Conan li avverte che si trova all'interno di un carro funebre in movimento. Kogoro informa Ran che il funerale è appena iniziato. |                   |         |
| 846 | La disperata situazione di Conan nell'oscurità (seconda parte) 「絶体絶命暗闇のコナン（後編）」 - Zettaizetsumei kurayami no Konan (kōhen) | 14 gennaio 2017   |         |
| 846 | Conan dice ai ragazzi di essere nel falso fondo di una bara su un carro funebre e di cercarlo immediatamente nei crematori di Beika, prima di essere bruciato con il testamento. Ran e i Giovani Detective informano Kogoro e l'avvocato, mentre Ai si tiene in contatto con Conan. Il funerale è finito e il carro funebre e la famiglia sono appena partiti per il centro funebre di Beika. Kogoro telefona subito a Megure e si dirige direttamente al crematorio. Una volta fermata la cremazione Takagi e Chiba aprono la bara, ma non ha un doppio fondo sotto al corpo e Conan non è all'interno. Conan scopre di essere in un altro carro funebre, posteggiato nel parcheggio sotterraneo delle onoranze funebri e mandato a rottamare. Conan informa Ai e inseguono il carro funebre. Arrivano tardi per fermare la pressatrice, ma proprio quando pensano che sia stato schiacciato per un pelo Conan riesce a scappare con il testamento e si salva. Poi Conan risolve il caso con la voce di Kogoro. I colpevoli sono i tre figli che, non accettando la volontà del padre, hanno nascosto il testamento dentro un carro funebre non più usato insieme a Conan, che volevano liberare alla fine, senza sapere che stava per essere rottamato. Prima di essere arrestati per furto con scasso e sequestro di minore, vengono ripresi da Ran per avere messo in pericolo la vita di un bambino. L'avvocato informa Kogoro che la fortuna del defunto è stata consegnata all'amante e che lei ha donato tutti i soldi a un'organizzazione di carità. La mattina dopo, quando sono ancora in pigiama, credendo che dopo una terribile esperienza non riesca a fare il bagno da solo la sera, Ran dice a Conan che non deve essere timido e può andare con lei. Naturalmente Conan dice di no, ma Ran insiste rincorrendolo felice in soggiorno, con Kogoro che legge il giornale e non capisce cosa succede. |                   |         |
| 847 | Il difficile caso dell'UFO di Chiba (prima parte) 「千葉のUFO難事件（前編）」 - Chiba no yūfō nanjiken (zenpen) | 28 gennaio 2017   |         |
| 847 | Conan ripensa al fatto che Mary che Sera sta nascondendo in hotel assomiglia molto ad Ai e che quest'ultima potrebbe avere legami di sangue con Akai. Ma ricorda anche che, tempo prima, Akemi era fidanzata proprio con Akai. Nel frattempo una ragazza si presenta in agenzia e chiede a Kogoro di risolvere un caso. Un oggetto non identificato sarebbe atterrato sulla terra e un alieno avrebbe ucciso un uomo. Due corpi sono stati ritrovati immersi nel calcestruzzo: l'uomo prono è morto, mentre quello che era supino conferma che l'assassinio è stato compiuto da un extraterrestre. |                   |         |
| 848 | Il difficile caso dell'UFO di Chiba (seconda parte) 「千葉のUFO難事件（後編）」 - Chiba no yūfō nanjiken (kōhen) | 4 febbraio 2017   |         |
| 848 | Dopo ore di indagini Chiba, Conan e Kogoro vanno a casa del sospetto. Poco dopo Conan scopre il trucco che è stato usato per simulare la presenza dell'UFO. Il colpevole aveva utilizzato un sacchetto dell'immondizia nero per uccidere il suo editore e aveva creato un pallone solare per sbarazzarsi dell'arma del delitto. Successivamente l'uomo si era finto svenuto nello stesso luogo dove aveva commesso il delitto per coprire parte delle impronte lasciate nel calcestruzzo. |                   |         |
| 849 | La password del modulo di registrazione del matrimonio (prima parte) 「婚姻届けのパスワード（前編）」 - Kon'in-todoke no pasuwādo (zenpen) | 11 febbraio 2017  |         |
| 849 | Yumi getta per errore nella spazzatura una lettera che gli è stata data dal suo ex fidanzato con la promessa di aprirla dopo la conquista del primo posto in tutti i sette tornei. Quando Sato scopre questa cosa invita Yumi a cercare l'oggetto perché suppone che all'interno ci sia un modulo di richiesta di matrimonio dove solo la parte dell'uomo è compilata. Yumi scopre così che il suo ex fidanzato è un campione di shogi particolarmente famoso in Giappone. Fortunatamente l'amministratore del palazzo ha trovato la lettera ma, essendo un appassionato di scacchi giapponesi, l'ha nascosta perché desidera mettere alla prova Yumi. L'uomo ha scansionato il documento sul PC, ma per accedere è necessaria una password. |                   |         |
| 850 | La password del modulo di registrazione del matrimonio (seconda parte) 「婚姻届けのパスワード（後編）」 - Kon'in-todoke no pasuwādo (kōhen) | 18 febbraio 2017  |         |
| 850 | Conan indaga e scopre entrambe le password per accedere al contenuto del PC. Quando Yumi le digita si accende la webcam e si accorge di avere la busta nella tasca della giacca. Infatti l'amministratore, essendo un ex borseggiatore, gliela aveva nascosta addosso nel momento in cui si era scontrato con Yumi. Poco dopo il suo ex fidanzato contatta Yumi e le dice di strappare la busta. Si scopre che Taiko Meijin, turbato dalla mancata risposta alla lettera, ha perso l'incontro che stava svolgendo. Yumi straccia la busta fingendo di non conoscerne il contenuto e lo incita a ottenere tutti i titoli. Al termine della vicenda Ai rivela a Conan che Haneda, fratellastro del Taiko Meijin, era sulla lista delle persone alle quali era stata somministrata l'Apotoxina. |                   |         |
| 851 | La visita all'inferno dell'amore (parte di Beppu) 「恋の地獄めぐりツアー（別府編）」 - Koi no jigoku meguri tsuā (Beppu-hen) | 4 marzo 2017      |         |
| 851 | Kogoro viene contattato dal presidente di una società per ritrovare sua figlia, che l'uomo sospetta sia stata ricattata dal suo ex fidanzato. Kogoro si reca quindi con Ran e Conan a Beppu per indagare. Conan riesce a individuare l'albergo dove lei risiede e i tre la individuano dopo averla sentita gridare per avere scorto dalla finestra della sua stanza gli occhi rossi di un oni. In serata la stanza della figlia del presidente viene messa a soqquadro, la ragazza sparisce e l'uomo riceve una chiamata di riscatto. Il rapitore chiede che la borsa con il denaro venga messa su un'altura e un drone la preleva. Conan riesce ad aggrapparsi all'apparecchio. Nel frattempo Sato e Takagi vengono richiamati al lavoro per indagare su una rapina nella prefettura di Ōita. |                   |         |
| 852 | La visita all'inferno dell'amore (parte di Ōita) 「恋の地獄めぐりツアー（大分編）」 - Koi no jigoku meguri tsuā (Ōita-hen) | 11 marzo 2017     |         |
| 852 | Il pilota del drone riesce a liberarsi di Conan facendolo cadere. Takagi incontra Kogoro, che lo informa degli avvenimenti relativi al rapimento. Takagi racconta invece a Kogoro della rapina sulla quale sta indagando con Sato. Lei nel frattempo individua chi è stato, che però riesce a prenderla come ostaggio. Kogoro, Ran, Conan e Takagi si gettano all'inseguimento del rapitore. Si scopre che il rapimento non è mai stato messo in atto: la ragazza infatti si è recata a incontrare l'ex fidanzato che le aveva fatto una sorpresa e l'unica persona a conoscenza dei fatti aveva inscenato il rapimento per potere sottrarre il denaro alla compagnia. |                   |         |
| 853 | Memorie della classe Sakura - Ran bambina 「サクラ組の思い出・蘭GIRL」 - Sakura-gumi no omoide Ran gāru | 18 marzo 2017     |         |
| 853 | Conan porta Ran, Sonoko e Sera in un posto dove ci sono gli alberi di ciliegio in fiore. Vedendo quei petali Ran ricorda il giorno in cui ha conosciuto Shinichi all'asilo. Shinichi nota che l'insegnante tiene sempre la mano di Ran quando attraversano la strada, fa passare la ragazzina in testa alla coda per scendere sullo scivolo e le concede un posto particolare quando fanno il riposino pomeridiano. Inoltre Shinichi si chiede perché il maestro abbia cambiato il parco giochi dove farli giocare. Messo alle strette dalle domande di Shinichi, l'uomo trova delle risposte plausibili che però non placano la curiosità del bambino. |                   |         |
| 854 | Memorie della classe Sakura - Shinichi bambino 「サクラ組の思い出・新一BOY」 - Sakura-gumi no omoide Shin'ichi bōi | 25 marzo 2017     |         |
| 854 | Sospettando che abbia cattive intenzioni Shinichi convince Yusaku a indagare sul suo insegnante. Yusaku scopre che l'uomo teneva la mano di una specifica bambina per fare capire al cognato quale persona rapire. La polizia, contattata dallo scrittore, arresta il cognato dell'uomo mentre stava per fare irruzione nell'asilo. Si scopre che era stata sua moglie, sofferente per l'allontanamento della figlia, ad avere chiesto al marito e al fratello di rapire una bambina piccola illudendosi di potere tornare a vivere serenamente. Yusaku rivela però al maestro di essere riuscito a rintracciare sua figlia. |                   |         |
| 855 | Il mistero della cintura nera scomparsa 「消えた黒帯の謎」 - Kieta kuro-tai no nazo | 15 aprile 2017    |         |
| 855 | Un anziano insegnante di karate a Osaka afferma di volere andare in pensione e ripone la sua cintura in una teca di vetro. Tuttavia l'obi sparisce. Sul posto ci sono Sonoko, Conan e Makoto. Il primo a essere sospettato è Makoto, ma Conan dimostra la sua innocenza con la voce della ragazza. |                   |         |
| 856 | Il segreto della celebre coppia 「セレブ夫婦の秘密」 - Serebu fūfu no himitsu | 22 aprile 2017    |         |
| 856 | Kogoro e Conan sono in un palazzo, quando all'improvviso sentono qualcuno urlare. Arrivati sul posto trovano un corriere espresso e due donne. Entrando nell'appartamento i due rinvengono i corpi di un uomo a terra e di una ragazza soffocata nell'armadio. Tutto fa pensare a una rapina che è poi degenerata in omicidio, ma Conan risolve il caso con la voce di Kogoro. |                   |         |
| 857 | Il mistero in cambiamento a Beika (prima parte) 「米花町二転三転ミステリー（前編）」 - Beikachō nitensanten misuterī (zenpen) | 29 aprile 2017    |         |
| 857 | Un uomo, non particolarmente amato dai vicini, viene trovato morto nel laghetto del palazzo in cui viveva. I sospetti ricadono inizialmente sul capo del comitato di quartiere. La polizia si reca a casa dell'uomo, ma quest'ultimo sembra essersi suicidato e, accanto al suo corpo, viene ritrovata l'arma del delitto. La proprietaria di un bar del quartiere afferma però che il capo del comitato non può avere maneggiato il punteruolo in quanto temeva molto gli oggetti appuntiti. La polizia restringe quindi il campo dei sospetti del secondo omicidio sull'esperto di oggetti antichi che si era incontrato con l'uomo al bar. Conan, che ha seguito le indagini, ritiene che quest'ultimo non abbia avuto un movente sufficiente per compiere anche uno solo dei due omicidi. Conan estende quindi la sua analisi alle persone che si trovavano al bar durante il pomeriggio e che avrebbero avuto modo di incastrare l'esperto sapendo che non avrebbe avuto un alibi per la serata. |                   |         |
| 858 | Il mistero in cambiamento a Beika (seconda parte) 「米花町二転三転ミステリー（後編）」 - Beikachō nitensanten misuterī (kōhen) | 6 maggio 2017     |         |
| 858 | Conan ritorna quindi al bar e scopre un indizio che gli permette di dare una svolta alle sue ricerche. Si scopre che è stata proprio la proprietaria del bar a compiere entrambi gli omicidi. La donna è riuscita a liberarsi di un vicino rumoroso e del capo del comitato del quartiere che non stava facendo nulla per arginare il problema, addossando poi la colpa all'esperto che era colpevole di avere stroncato un suo racconto compromettendo quindi la sua carriera di scrittrice. Rendendosi conto di essere stata scoperta la proprietaria del bar si consegna spontaneamente alla polizia. |                   |         |
| 859 | L'itinerario della montagna oscura 「暗闇の山岳ルート」 - Kurayami no sangaku rūto | 13 maggio 2017    |         |
| 859 | Conan, Ai, Agasa e i Giovani Detective si recano in campeggio per eseguire un progetto di scienze per la scuola. I sei arrivano in un rifugio e sentono dei ragazzi urlare. Il giorno dopo Genta guarda con il cannocchiale e nota che una delle ragazze conosciute il giorno prima è ferita. Conan arriva sul posto e conferma il suo decesso. |                   |         |